# Obrona potoczna
L'Obrona potoczna, soit la « défense permanente », « défense générale », ou « défense actuelle », était une force militaire à gages du royaume de Pologne et de l'union polono-lituanienne des XVe et XVIe siècles, chargée de défendre la frontière méridionale du pays contre les incursions des Tatars ainsi que contre les raids occasionnels des Moldaves, des Turcs et des Valaques.

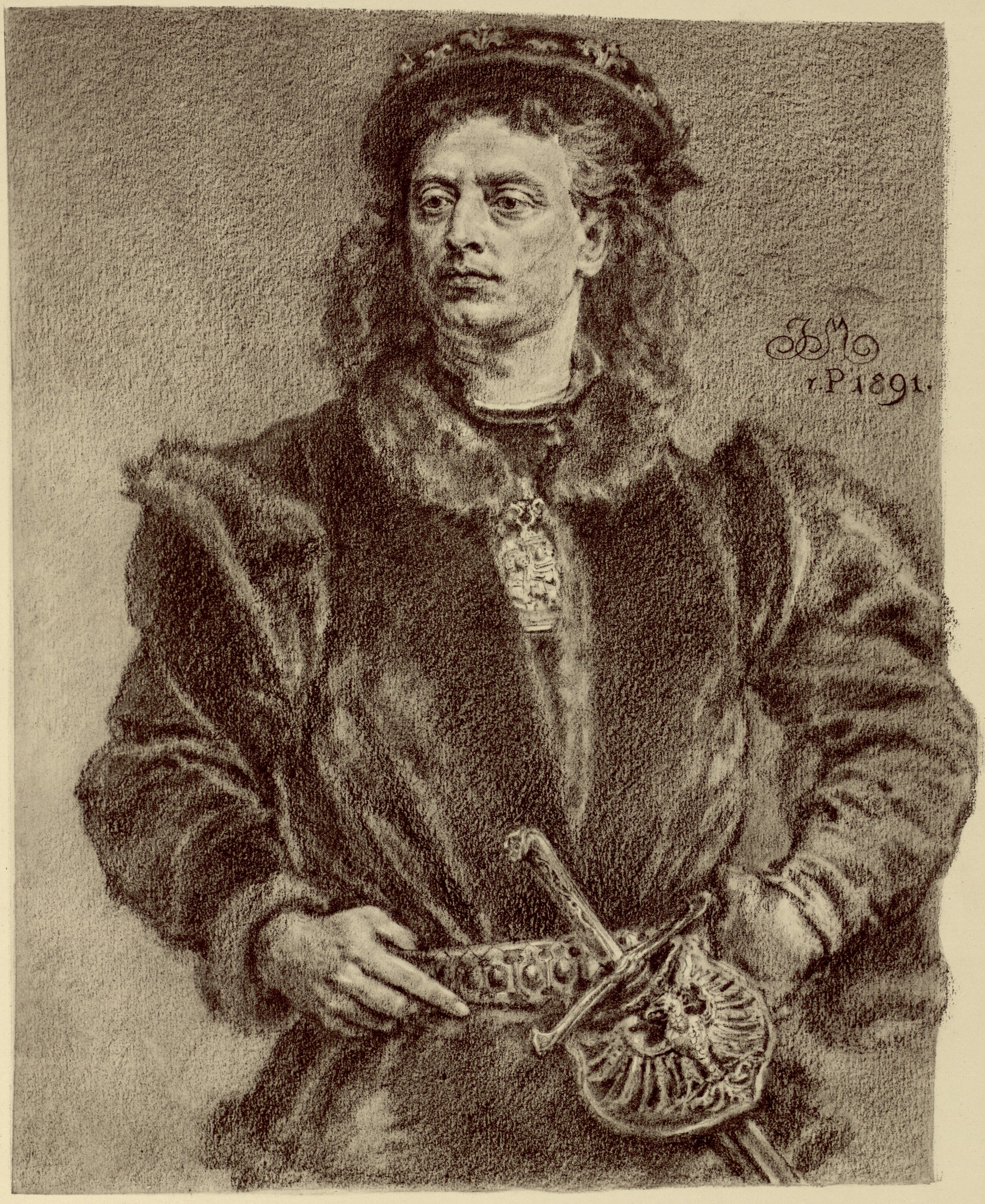
Le prince (plus tard roi de Pologne) Jean Ier Albert supervisa l'organisation et le financement de lObrona potoczna.

Cette force armée est créée en 1479, bien que des formations similaires aient été discutées lors de diverses sessions du Sejm par le passé. Son organisation et son financement furent assurés par le prince Jean Ier Albert, futur roi de Pologne, qui était alors chargé de superviser la défense du sud,. Bien qu'il s'agît à la fin du XVe siècle d'une formation permanente, il ne s'agissait pas non plus d'une armée permanente à proprement parler puisque ses membres servaient généralement par équipes saisonnières. La nécessité d'unités de ce type fut reconnue au milieu du XVe siècle, alors que les raids tatars sur les territoires du sud du pays – principalement la Ruthénie rouge et la Podolie – augmentaient en fréquence et que la traditionnelle pospolite ruszenie (« levée en masse ») s'avérait insuffisante pour protéger les frontières. Le premier commandant de la force fut Jan Karnkowski, nommé plus tard hetman. En raison de cette position, son titre était « hetman des soldats mercenaires ». Comptant initialement 1 200 fantassins et 900 cavaliers, la taille de cette armée fluctuait en fonction du financement et des besoins, et, au début des années 1500, elle comptait environ 2 000 hommes. L'argent destiné aux soldats provenait principalement des caisses royales, tandis que la noblesse n'apportait que des contributions financières mineures et occasionnelles.
Les soldats étaient recrutés principalement parmi la noblesse podolienne et ruthène et, pendant leur service, étaient stationnés à Kamieniec Podolski, Trembowla, et la forteresse de Bar. Le service dans la formation fournit aux recrues une expérience militaire précieuse dans un environnement difficile qui fait de l'Obrona potoczna l'une des meilleures unités de l'ensemble des forces armées polonaises de l'époque. En plus de protéger la frontière, l'Obrona potoczna participe également à des engagements militaires réguliers, par exemple lors de la victoire polonaise contre les Moldaves à la bataille d'Obertyn. Après les réformes militaires du roi Étienne Báthory en 1563, l'Obronna potoczna fut remplacée par la Wojsko kwarciane (« Armée de quart »), une véritable armée permanente. Beaucoup des meilleurs soldats de l'armée de Báthory pendant la guerre de Livonie étaient d'anciens chefs de régiment de l'Obrona potoczna.